# Блонський Іван Васильович
Іван Блонський (нар. 23 червня 1950 — 10 грудня 2024) — український фізик, доктор фізико-математичних наук (1990), професор (1993), член-кореспондент НАН України (1997).

## Життєпис
Народився у с. Серафинці Городенківського району Станіславської (нині Івано-Франківської) області.

Після закінчення 1967 року із Золотою медаллю Серафинецької середньої школи вступив до фізичного факультету Чернівецького державного університету, який закінчив 1972 року.

## Наукова діяльність
Того ж року вступив до аспірантури Інституту фізики НАН України, після закінчення якої неперервно працює в цій установі на посадах: молодшого наукового співробітника, старшого наукового співробітника, провідного наукового співробітника, завідувача лабораторії фотоакустики i оптики, заступника директора з наукової роботи (1994—2004), головного наукового співробітника, завідувача відділу фотонних процесів та керівника Центру колективного користування приладами НАН України при Інституті фізики НАН України «Лазерний фемтосекундний комплекс» (з 2005).
1978 року захистив кандидатську, а 1990 — докторську дисертації. Предмет дисертаційних робіт — фізика екситонних явищ у квазідвовимірних напівпровідниках.
1993 року йому присуджено звання професора, а згодом — Соросівського професора.
1997 року обраний членом-кореспондентом НАН України зі спеціальності «експериментальна фізика твердого тіла».
Після захисту докторської дисертації Іван Васильович розвиває в інституті новий перспективний напрямок — фотоакустику гетероструктур. Отримані результати носять не тільки фундаментальний характер, але й важливі для вдосконалення прецизійних об'ємних методик лазерної обробки речовини. Розвинуто основи фізики лазерного пробою прозорих середовищ, які використано для задач прецизійної мікрообробки прозорих матеріалів (гранти УНТЦ, контракти з Інститутом фізики, точної механіки i оптики Академії наук Китаю та фірмою LG Electronics, Державна премія України, 2003).
Іван Васильович значну увагу приділяє науково-організаційній та педагогічній роботі. Під його керівництвом у структурі інституту створено ЦККП «Лазерний фемтосекундний комплекс» (2005), організовано новий науковий відділ — відділ фотонних процесів (2005).
Нині I. Блонський:
- заступник голови наукової ради програми «Матеріали електронної техніки» МОН України;
- заступник голови Експертної ради з фізики ВАК України;
- член ради Державного фонду фундаментальних досліджень МОН України;
- національний експерт країн СНД із лазерів i лазерних технологій;
- член наукових рад НАН України з проблем: «Лазерна фізика, лазерні технології»; «Фізика напівпровідників», «Фізика твердого тіла»; робочої групи програми НАН України «Наносистеми, наноматеріали, нанотехнології», редколегій «Українського фізичного журналу», «Semiconductor Physics. Quantum Electronics. Optoelectronics» та ін.;
- професор кафедри загальної фізики фізичного факультету Київського національного університету iм. Тараса Шевченка (за сумісництвом), входить до редколегій авторитетних наукових журналів.

За його участі підготовлено докторську i 9 кандидатських дисертацій. Він є керівником та учасником робіт по ряду грантів УНТЦ, CRDF та ін.

## Друковані праці
Результати досліджень І. Блонського систематизовано у двох монографіях:
- М. С. Бродин, И. В. Блонский. Экситонные процессы в слоистых кристаллах. — Киев: Наукова думка, 1986. — 254 с.
- М. С. Бродин, И. В. Блонский, Б. М. Ницович, В. В. Ницович. Динамические эффекты в многокомпонентном газе квазичастиц. — Киев: Наукова думка, 1990. — 173 с.

Автор і співавтор понад 150 наукових праць.

## Нагороди
Наукову та науково-організаційну діяльність ученого високо поціновано в Україні.
- У складі групи авторів він став лауреатом Державних премій України в галузі науки і техніки за 1994 і 2003 роки.
- Нагороджений відзнакою НАН України «За наукові досягнення» та Почесною грамотою Президії НАН України.